# Sismundi
Sismundi (llamada oficialmente Santo Estevo de Sismundi) es una parroquia española del municipio de Cariño, en la provincia de La Coruña, Galicia.

## Entidades de población
Entidades de población que forman parte de la parroquia:
- A Garita
- A Lama
- Bimbiero[5] (Vimbieiro)
- Calvarios (O Calvario)
- Cruz do Meixón (A Cruz do Meixón)
- Felgueira (A Felgueira)
- Marrocos
- O Areado
- O Carballo
- O Pazo
- Punta (A Punta)
- Reboredo
- Regueiriño (O Regueirido)
- Souto Chao (O Souto Chao)

## Despoblado
Despoblado que forma parte de la parroquia:
- Oural

## Demografía
| Gráfica de evolución demográfica de Sismundi entre 2000 y 2022 |
|                                                                |
| Datos según el nomenclátor publicado por el INE.               |